# Чинук (Монтана)
Чинук (англ. Chinook) — город и административный центр округа Блейн в штате Монтана, США, его назвали в честь одноимённого тёплого ветра Чинук. По состоянию на 2020 год население города составляло 1185 человек, а его площадь — 1,32 км 2.

## География
Город расположен на реке Лодж-Крик, впадающей в реку Милк, которая протекает к югу от города.

## Климат
Для города характерен семиаридный климат.
| Показатель                                            | Янв.  | Фев.  | Март  | Апр. | Май  | Июнь | Июль | Авг. | Сен. | Окт.  | Нояб. | Дек.  |
| ----------------------------------------------------- | ----- | ----- | ----- | ---- | ---- | ---- | ---- | ---- | ---- | ----- | ----- | ----- |
| Абсолютный максимум, °C                               | 21    | 24    | 28    | 34   | 37   | 43   | 43   | 43   | 40   | 32    | 28    | 21    |
| Средний суточный максимум, °C                         | 12,7  | 13,4  | 19,4  | 26,1 | 30,2 | 33,5 | 36,7 | 36,6 | 33   | 79,1  | 65,7  | 21    |
| Средняя температура, °C                               | −2,7  | −0,3  | 6,1   | 13,8 | 19,4 | 24,1 | 29,1 | 28,5 | 33   | 26,2  | 18,7  | 13,1  |
| Средний суточный минимум, °C                          | −31,2 | −27,7 | −20,7 | −9,3 | −3,3 | 3,4  | 6,9  | 4,7  | −2,3 | −11,7 | −21,1 | −27,2 |
| Абсолютный минимум, °C                                | −46   | −49   | −39   | −25  | −12  | −2   | 0    | −1   | −11  | −31   | −39   | −47   |
| Норма осадков, мм                                     | 11    | 9,4   | 15    | 26   | 61   | 73   | 41   | 29   | 25   | 22    | 18    | 9,9   |
| Источник: https://www.weather.gov/wrh/climate?wfo=tfx |       |       |       |      |      |      |      |      |      |       |       |       |

## Демография
По данным переписи населения 2020 года население города составляет 1185 человек, а плотность 875.33 чел/км2. Всего в городе 641 домохозяйств, чей средний доход составил $71500 в год. 41 % человек имели высшее образование.

## Транспорт
Через северную часть города проходит шоссе US 2. В западе от Чинука находится аэропорт Эдгара Г. Оби.

## Культура
В городе находится музей битвы при Бэр-По и издаётся своя газета Blaine County Journal News-Opinion. Также в городе вещает местная радиостанция FM KRYK.